# ㄿ
ㄿ (reviderad romanisering: rieulpieup, hangul: 리을피읖) är en av elva konsonantkluster i det koreanska alfabetet. Den består av ㄹ och ㅍ.